# Kenta Hoshihara
Kenta Hoshihara (japanisch 星原 健太 Hoshihara Kenta; * 1. Mai 1988 in der Präfektur Osaka) ist ein ehemaliger japanischer Fußballspieler.

## Karriere
Hoshihara erlernte das Fußballspielen in der Jugendmannschaft von Gamba Osaka. Hier unterschrieb er 2007 auch seinen ersten Vertrag. Der Verein spielte in der höchsten japanischen Liga, der J1 League. 2010 wurde er mit dem Verein Vizemeister. Für den Verein absolvierte er acht Erstligaspiele. Im August 2012 wurde er an den Zweitligisten Mito HollyHock nach Mito ausgeliehen. Für den Verein aus Mito absolvierte er elf Ligaspiele. 2013 kehrte er zum Zweitligisten Gamba Osaka zurück. 2013 wurde er mit dem Verein Meister der zweiten Liga. Für den Verein absolvierte er zwei Ligaspiele. 2014 wechselte er zum Ligakonkurrenten Giravanz Kitakyushu. Für den Verein absolvierte er 102 Ligaspiele. 2017 unterschrieb er einen Vertrag beim Ligakonkurrenten Matsumoto Yamaga FC. Im März 2018 wechselte er zum Drittligisten Thespakusatsu Gunma. Für den Verein absolvierte er 24 Ligaspiele. 2019 wechselte er zum Ligakonkurrenten Fujieda MYFC. Für den Verein aus Fujieda absolvierte er 13 Drittligaspiele.
Am 1. Februar 2021 beendete er seine Karriere als Fußballspieler.

## Erfolge
Gamba Osaka
- AFC Champions League: 2008
- J1 League

Vizemeister: 2010
- J.League Cup: 2007
- Kaiserpokal

Sieger: 2008, 2009
Finalist: 2012